# Murexia habbema
Murexia habbema is een buidelmuis uit het geslacht Murexia. De wetenschappelijke naam van de soort werd voor het eerst geldig gepubliceerd door Tate & Archbold in 1941. De soort werd van 2002 tot 2007 als enige soort in het geslacht Micromurexia geplaatst, op basis van morfologische kenmerken, maar uit diverse genetische analyses bleek dat de soort in het geslacht Murexia thuishoort. M. habbema zelf is ook pas in de late jaren 80 als een aparte soort herkend door lange verwarring met Murexia naso en Murexia melanurus.

## Kenmerken
De bovenkant van het lichaam is bruin, de onderkant olijfgrijs. De lange staart is van boven iets donkerder dan van onderen. Over de onderkant van de staart loopt een rij lange haren. De oren zijn groot. De voorvoeten zijn bruin, de achtervoeten bevatten zowel witte als bruine haren. De kop-romplengte bedraagt voor respectievelijk mannetjes en vrouwtjes gemiddeld 251 en 240 mm, de staartlengte 135 en 133 mm, de achtervoetlengte 22,22 en 22,15 mm, de oorlengte 17,26 en 16,54 mm en de schedellengte 27,31 en 25,97 mm.

## Voorkomen
De soort komt voor in de bergen van Nieuw-Guinea, van 1600 tot 3660 m hoogte. Dit dier leeft op de grond en is 's nachts actief.